# بتی فریدان
بتی فریدان (به انگلیسی: Betty Friedan) (زادهٔ ۴ فوریهٔ ۱۹۲۱ – درگذشتهٔ ۴ فوریهٔ ۲۰۰۶) نویسنده و فعال اجتماعی فمینیست آمریکایی بود. فریدان از پایه‌گذاران موج دوم جنبش زنان در آمریکا است.
کتاب رمز و راز زنانه او در سال ۱۹۶۳ از نخستین کتاب‌هایی است که مسایل زندگی شخصی زنان را از حوزهٔ خصوصی به حوزهٔ عمومی وارد کرده و به موضوعی سیاسی تبدیل کرد. این کتاب از متون کلاسیک فمینیسم محسوب می‌شود. منظور فریدان از اصطلاح «رمز و راز» اشاره به «مشکلی بود که نامی نداشت». این اثر اضطراب و افسردگی پنهان زنان سفید طبقه متوسط دهه ۱۹۵۰ آمریکا را عیان می‌کرد که به عنوان زنان خانه‌دار و مصرف‌کننده‌های بدون درآمد تجربه می‌کردند.
چاپ این کتاب موجب تشکیل انجمن ملی زنان آمریکا (NOW) شد که با داشتن فریدان در راس آن بزرگ‌ترین سازمان زنان در آمریکا شد. فعالیت این سازمان در راستای برابری حقوقی زنان در آموزش، خانواده، و در برابر قانون است.
فریدان فمینیست لیبرال شمرده می‌شود (که خود آن را فمینیسم غالب می‌نامد).

## اوائل زندگی
فریدان با نام بتی نائومی گلدستین در سال ۱۹۲۱ در ایلینوی به دنیا آمد. پدر او هری گلدستین و مادر او میریام (هورویتز) نام داشت. خانواده او از نسل یهودیان روسیه و مجارستان بودند. پدر او مغازه جواهر فروشی داشت و میریام در روزنامه کار می‌کرد.
در جوانی فریدان در حلقه‌های مارکسیست و یهودی فعال بود. او در نوشته‌های خود گفته‌است که دارای شوقی برای مبارزه با بی‌عدالتی بود و یهودی‌ستیزی او را آزار می‌داد.
او به کالج زنانه اسمیت در سال ۱۹۳۸ رفت. او در روزنامه به کار اشتغال پیدا کرد و در مخالفت با جنگ مقالاتی نوشت. او در سال ۱۹۴۲ با مدرک روان‌شناسی فارغ‌التحصیل شد.

## درگذشت
فریدان در ۴ فوریه ۲۰۰۶ در سالروز تولدش در سن ۸۵ سالگی درگذشت.

## دیدگاه‌ها

### همجنسگرایی
او در نوشته‌های خود اشاره کرده‌است که در زمان کودکی با همجنسگرایی بسیار مشکل داشت. او معتقد است که جنبش زنان به جنبش همجنسگرایان بی‌ارتباط است.

### سقط جنین
وی معتقد است زنان باید در سقط جنین آزاد باشند. او جنبش نارال را در زمانی که سازمان والدشدن برنامه‌ریزی شده از سقط جنین طرفداری نمی‌کرد ایجاد کرد. او بارها به خاطر طرفداری از سقط جنین به مرگ تهدید شد و سخنان او در بسیاری از دانشگاه‌های لغو گردید.

### پورنوگرافی
او معتقد است جنبش زنان نباید جلوگیر آزادی بیان در رابطه با تولید فیلمهای پورنوگرافی باشد. او معتقد است که با اینکه او صنعت پورنوگرافی را ضد زن می‌داند ولیکن دلیلی برای ممنوع کردن آن وجود ندارد.